# Lari Finocchiaro
Lari Finocchiaro (São Bernardo do Campo) é uma musicista, cantora, compositora e poeta brasileira.

## Biografia
Seu contato com a música teve início na infância, pelo apreço familiar pela música popular brasileira: enquanto o pai tocava violão, sua mãe cantava, ambos amadoramente. Aos 14 anos, ingressou no Projeto Guri, um programa gratuito de educação musical promovido pela Secretaria de Cultura do Estado de São Paulo, onde estudou violino, violoncelo, canto e participou da orquestra e do coro do programa.
Com amigos do Projeto Guri, fez parte do quarteto vocal Karallargá, com Vanessa Moreno, Caio Merseguel e Victor Merseguel.  Ao longo de sete anos, o grupo realizou diversos shows em bares, viradas culturais de São Paulo e em unidades do Sesc, além de ter recebido várias premiações em festivais. Em 2010, foi lançado o disco Karallargá por Natureza, com canções autorais da artista, como Amor em Botão, e parcerias com Vanessa Moreno nas composições Viva Ele, Mundo Versos Mundo e Gibraltar.
Nessa época, Lari se formou em psicologia pela Universidade Federal de São Paulo (Unifesp), mas nunca parou seus estudos na música. Em 2018 concluiu sua segunda graduação em Educação Musical pela Universidade Federal de São Carlos (Ufscar), quando cursou, paralelamente, Canto Popular no Conservatório de Tatuí. 
Em 2018, ela gravou seu primeiro álbum solo totalmente autoral com produção do baixista Fi Maróstica, chamado Carta ao XXI, que traz inspirações na música brasileira, com influências de ritmos brasileiros como o baião, samba, ijexá e ritmos afro-brasileiros. Tanto o disco como o show de lançamento, realizado no palco do Itaú Cultural, contou com as participações especiais de Renato Braz e da cantora Vanessa Moreno.
No mesmo ano, ela publicou seu livro de poesias Que a Gente Esteja Vivo Para Ver, feito em parceria com a artista visual e fotógrafa Mariana Ser.
Em entrevista, a artista disse sido influenciada por Secos e Molhados, Clube da Esquina, Milton Nascimento, Elis Regina, Gilberto Gil, Cássia Eller, Lenine, Barbatuques e Mawaca.

## Cirque Du Soleil
Em 2019, Lari Finocchiaro começou a fazer parte do elenco do Cirque du Soleil, como cantora solista do espetáculo Ovo, cujo repertório musical foi baseado em ritmos brasileiros, como o forró e a bossa nova, e dirigido pela coreógrafa brasileira Deborah Colker.
Após uma temporada de treinamento no Canadá, Lari estreou o espetáculo no Brasil e viajou com a trupe em turnê por países da América Latina e Estados Unidos até que os espetáculos foram interrompidos em decorrência da pandemia de Covid-19.

## Discografia
• 2010: Karallargá por Natureza - quarteto vocal composto por Vanessa Moreno, Lari Finocchiaro, Caio Merseguel e Victor Merseguel.
• 2011: Prisma - Lari Finocchiaro e Celso Lago interpretam Bruno Conde
• 2013: Vem Ver - duo Vanessa Moreno e Fi Maróstica - participação na faixa "Na Casa de Clara" 
• 2018: Carta ao XXI - álbum solo